# Никольское (Вохтожское муниципальное образование)
Никольское — деревня в Грязовецком районе Вологодской области.
Входит в состав Вохтожского муниципального образования, с точки зрения административно-территориального деления — в Вохтогский сельсовет.
Расстояние по автодороге до районного центра Грязовца — 68 км, до центра муниципального образования Вохтоги — 9 км. Ближайшие населённые пункты — Лапино, Поповка, Подбережский, Родионово, Корючево.
По переписи 2002 года население — 9 человек.

## Известные уроженцы
- Аполлинария Александровна Якубова (1869—1917) — русская революционерка, член петербургского «Союза борьбы за освобождение рабочего класса» и РСДРП, учительница, писательница. Родилась в семье настоятеля Николаевской Побережской церкви.